# Piezura nearctica
Piezura nearctica är en tvåvingeart som beskrevs av Chillcott 1961. Piezura nearctica ingår i släktet Piezura och familjen takdansflugor. Inga underarter finns listade i Catalogue of Life.